# Simon Lake

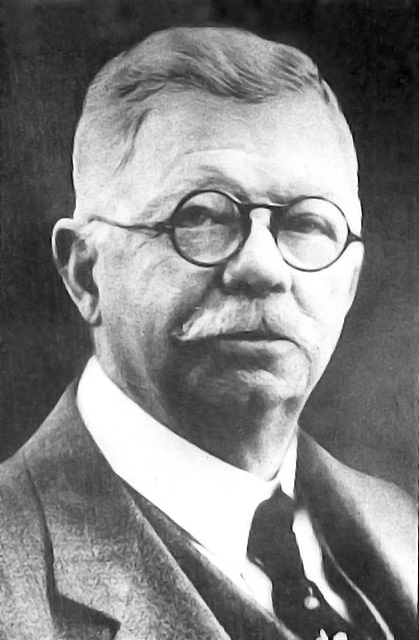
Simon Lake

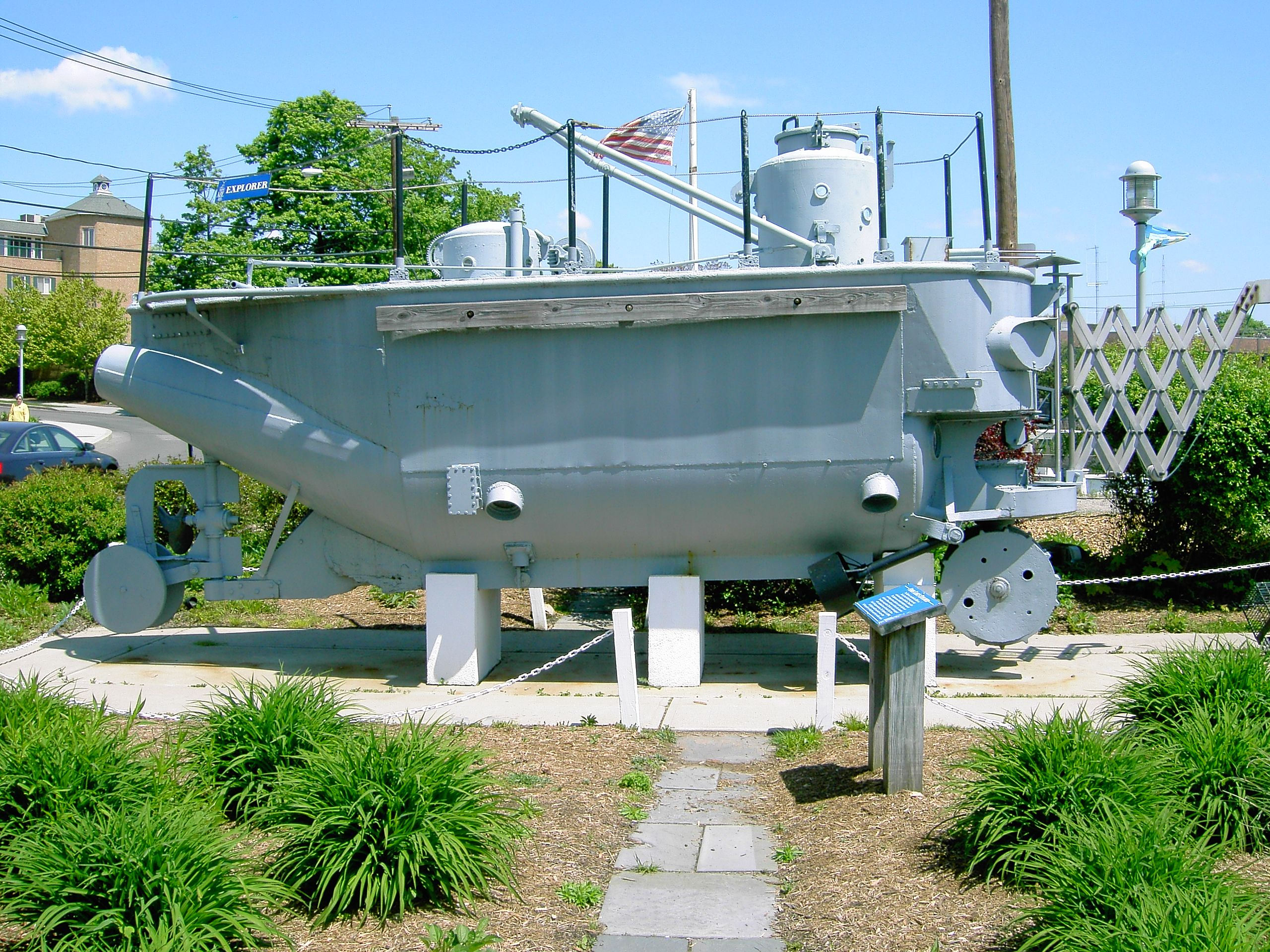
Explorer, Forschungs-U-Boot von Simon Lake, gebaut 1936

Simon Lake (* 4. September 1866 in Pleasantville, New Jersey; † 23. Juni 1945 in Milford, Connecticut) war ein US-amerikanischer Maschinenbau-Ingenieur und Schiffstechniker.
Er erhielt über zweihundert Patente im Bereich des Schiffsbaus und war neben John Philip Holland einer der ersten, der für die United States Navy U-Boote bauen ließ. 1902 erfand er das ausfahrbare Periskop für U-Boote. Die Schauspielerin Ann Sothern war seine Enkelin. Um die Jahrhundertwende konstruierte er die Argonaut Junior und die Argonaut.